# Carpinion betuli
Carpinion betuli er et plantesamfund, som omfatter skove, der er domineret af Eg (Quercus) og Almindelig Avnbøg (Carpinus betulus). Det forudsætter fugtig til våd jord, og det findes alle steder, hvor Almindelig Bøg (Fagus sylvatica) ikke kan konkurrere.
På de mere kontinentale habitater findes dette plantesamfund i varianter, hvor Tarmvrid-Røn (Sorbus torminalis), Almindelig Liguster (Ligustrum vulgare) og Liljekonval (Convallaria majalis) er typiske planter.
I Østeuropa blandes Almindelig Avnbøg (Carpinus betulus) med Småbladet Lind (Tilia cordata) og Ahorn (Acer pseudoplatanus).